# Pilz-Seescheide
Die Pilz-Seescheide (Nephtheis fascicularis, Syn.: Oxycorynia fascicularis) ist ein sessiles, koloniales (Tierstöcke bildendes) Manteltier (Tunicata) das im tropischen Indopazifik von der Westküste Australiens, über Indonesien, den Philippinen, Neuguinea bis nach Mikronesien vorkommt.

## Merkmale
Die Kolonien sehen wie Morcheln aus und sind von blauer, grüner oder graugrüner Farbe. Alle Einzeltiere (Zooide) einer Kolonie bilden einen brombeerartig aussehenden Koloniekopf, der auf einem dicken Stiel sitzt. Alle Zooide sind gleich groß und auf dem gleichen Entwicklungsstand. Der Koloniekopf ist zerbrechlich, sehr weich und durchscheinend, der Stiel etwas fester. Der Koloniekopf kann acht Zentimeter lang werden und drei Zentimeter Durchmesser erreichen. Ein gesamter Pilz-Seescheidenstock, der aus mehreren, eine gemeinsame Basis bildende Stiele mit den dazugehörenden Kolonieköpfen besteht, kann 25 Zentimeter Höhe erreichen. In den Stielen verläuft ein Netzwerk von Adern, durch das alle Zooiden miteinander verbunden sind. Pilz-Seescheiden sind zwittrig und ernähren sich als Filtrierer.
Die Pilz-Seescheide wird von Nacktkiemerschnecken der Gattung Tambja und von Nembrothia lineolata gefressen.